# Psychodocha khoralkhwairensis
Psychodocha khoralkhwairensis är en tvåvingeart som beskrevs av Jezek och Harten 2009. Psychodocha khoralkhwairensis ingår i släktet Psychodocha och familjen fjädermyggor. Inga underarter finns listade i Catalogue of Life.